# Walter Eckhardt
Walter Eckhardt (* 23. März 1906 in Bad Homburg vor der Höhe; † 1. Januar 1994 in Feldafing) war ein deutscher Jurist, Ministerialbeamter und Politiker (Gesamtdeutscher Block/Bund der Heimatvertriebenen und Entrechteten, Christlich-Soziale Union in Bayern).

## Leben
Eckhardt, der evangelischen Glaubens war, besuchte Vorschule und Gymnasium in Bad Homburg. 1924–1928 studierte er an der Johann-Wolfgang-Goethe-Universität Frankfurt am Main, der Christian-Albrechts-Universität zu Kiel und der Philipps-Universität Marburg Rechtswissenschaft und Philosophie. Er organisierte sich 1924 im Jungstahlhelm und wurde am 7. Februar 1925 im Corps Teutonia zu Marburg recipiert. In Marburg wurde er zum Dr. iur. promoviert. Nach der Ausbildung als Gerichtsreferendar und einer Tätigkeit als Hilfsrichter am Amtsgericht Frankfurt/Main trat Eckhardt 1931 in die Reichsfinanzverwaltung ein, wo er zunächst Sachbearbeiter in verschiedenen Finanzämtern war. Zum 1. Mai 1933 trat er als Regierungsassessor in die NSDAP (Mitgliedsnummer 2.393.809) und zum 1. November desselben Jahres der SA bei. Es folgten Anstellungen beim Finanzamt Hanau sowie den Reichsfinanzschulen Herrsching und Berlin, bevor er 1939 in das Reichsfinanzministerium eintrat und hier bis 1944 zum Ministerialrat aufstieg. Ab 1942 wurde er in die Wirtschaftsabteilung des Reichsministeriums für die besetzten Ostgebiete abgeordnet, anschließend auch als Kriegsverwaltungsrat parallel im Wirtschaftsstab Ost eingesetzt. In dieser Funktion war er zeitweise auch Mitglied des Aufsichtsrats bei der Zentralhandelsgesellschaft Ost.
Nach Kriegsdienst und britischer Kriegsgefangenschaft begann er 1948 zunächst in Bielefeld als Syndikusanwalt und ab 1949 in München als Rechtsanwalt und Steuerberater zu arbeiten. Nachdem er in Bielefeld im Rahmen der Entnazifizierung als „Entlasteter“ gruppiert worden war, forderte das Bayerische Landesamt für Wiedergutmachung die Wiederaufnahme des Verfahrens, was man dort jedoch ablehnte.
Eckhardt war 1949/50 bayerischer Landesvorsitzender und Bundesvorsitzender der Deutschen Union. Er war von 1950 bis 1954 Mitglied des Bayerischen Landtages. Von 1953 bis zur Bundestagswahl 1957, vom 27. Dezember 1957, als er für Otto Freiherr von Feury nachrückte, bis 1961 und erneut vom 21. Juli 1964, als er für seinen verstorbenen Parteifreund Josef Lermer nachrückte, bis 1969 war er Abgeordneter des Deutschen Bundestages. Ursprünglich für den GB/BHE gewählt, verließ er die Fraktion mit der „K.-O.-Gruppe“ um Waldemar Kraft und Theodor Oberländer am 12. Juli 1955. Am 15. Juli 1955 wurde er Gast der CDU/CSU-Fraktion, deren Mitglied er nach seinem Beitritt zur CSU am 20. März 1956 wurde. Bis zu seinem Fraktionswechsel war er stellvertretender Vorsitzender der GB/BHE-Fraktion. Vom 1. Juli 1954 bis zum 1. Juli 1956 war Eckhardt auch Mitglied der Gemeinsamen Versammlung der EGKS.
Ab 1955 betrieb er erneut eine Rechtsanwaltspraxis mit Schwerpunkt Steuerrecht in Bonn.
Der geschichtsrevisionistische Verein Zeitgeschichtliche Forschungsstelle Ingolstadt vergibt seit 1986 die sogenannte Dr.-Walter-Eckhardt-Ehrengabe für Zeitgeschichtsforschung.

## Veröffentlichungen (Auswahl)

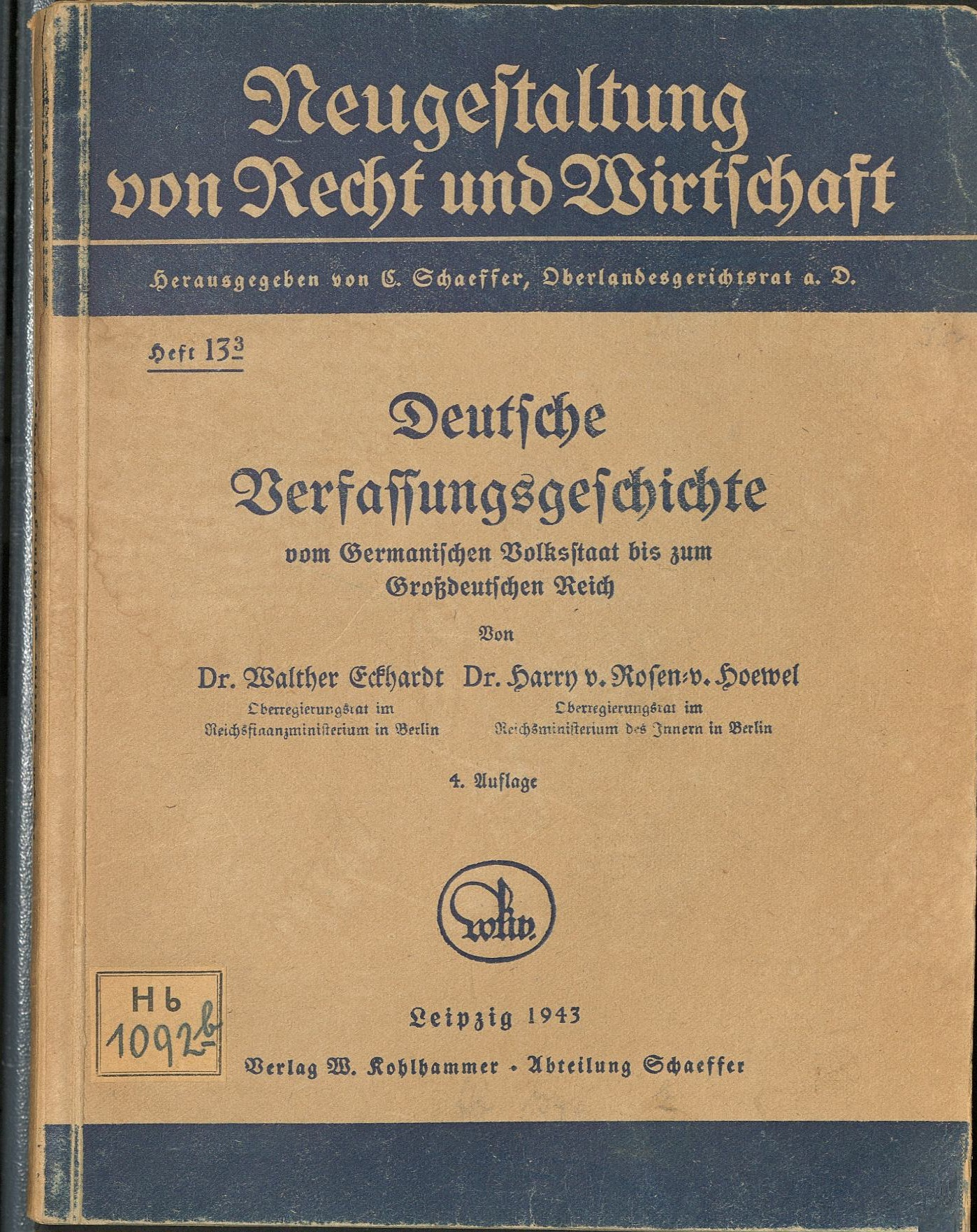
Verfassungsgeschichte (1943)

- mit Harry von Rosen-von Hoewel: Deutsche Verfassungsgeschichte vom germanischen Volksstaat bis zum Dritten Reich. Kohlhammer Verlag, Leipzig 1940 (= Neugestaltung von Recht und Wirtschaft, H. 13, Tl. 3); unter dem Titel: Deutsche Verfassungsgeschichte, Kohlhammer Verlag, Stuttgart; Schwann Verlag, Düsseldorf 1955 (= Schaeffers Grundriß des Rechts und der Wirtschaft, Abt. II, Bd. 26), Kohlhammer Verlag, Stuttgart 1971.
- Ist der Deutsche Bundestag faul? In: Finanz Rundschau, 1965, Heft 14, S. 311–312.
- Vom Beruf unserer Zeit zur Gesetzgebung. Savigny und die Gegenwart. In: Gerhard Thoma, Ursula Niemann: Die Auslegung der Steuergesetze in Wissenschaft und Praxis, Köln 1965, S. 39–55.